# Ravensburg (stacja kolejowa)
Ravensburg - stacja kolejowa w Ravensburgu, w kraju związkowym Badenia-Wirtembergia, w Niemczech na trasie Ulm – Friedrichshafen. Znajdują się tu 2 perony. Kursują pociągi Deutsche Bahn i Bodensee-Oberschwaben-Bahn.

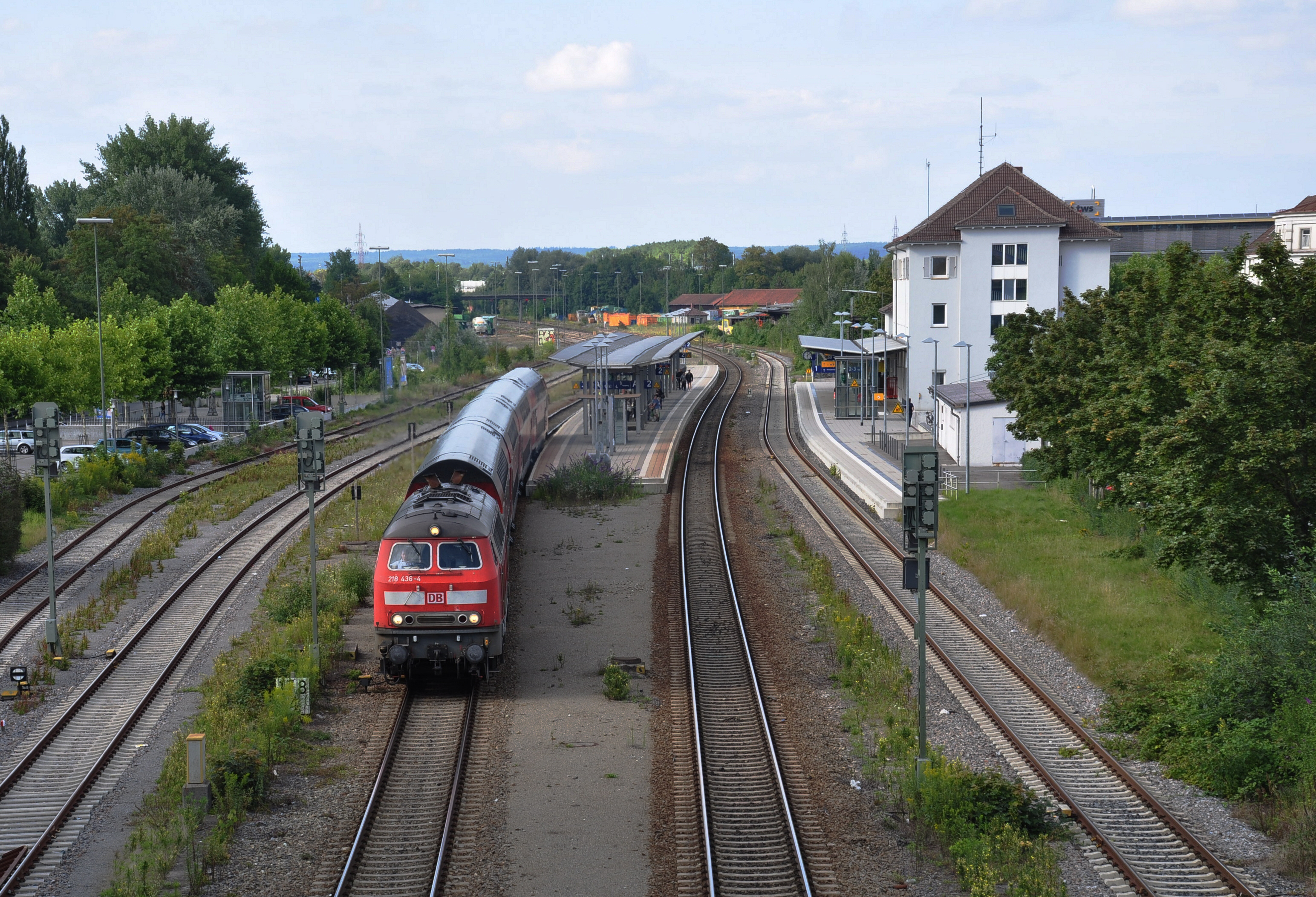
Stacja kolejowa Ravensburg